# Карре, Эмиль
Эмиль Карре (фр. Émile Carrey; 26 сентября 1820, Париж — 9 февраля 1880, там же) — французский писатель, публицист и прозаик.
В 1855 г. совершил поездку по Соединённым Штатам Америки и Перу. На американских впечатлениях основаны его роман «Амазонка: Восемь дней на экваторе» (фр. L’Amazone. Huit jours sous l'Équateur; 1856—1857) и книги-очерки «Величие и будущность Соединённых Штатов» (фр. Grandeur et avenir des États-Unis; 1863) и «Перу» (фр. Le Pérou; 1875). В 1858 г. опубликовал книгу «Рассказы из Кабилии» (фр. Récits de Kabylie), по горячим следам рассказывавшую о французских военных операциях 1857 г., завершивших колонизацию Алжира. Многократно переиздавался роман Карре «Приключения Робена Жуэ во французской Гвиане» (фр. Les Aventures de Robin Jouet dans La Guyane française; 1863).
С 1876 был членом палаты депутатов, протестовал против переворота 16 мая 1877.